# Серрао, Паоло
Паоло Серрао (итал. Paolo Serrao; 11 апреля 1830, Филадельфия — 17 марта 1907, Неаполь) — итальянский композитор и музыкальный педагог.
В детстве проявил себя как одарённый пианист, в восьмилетнем возрасте дебютировал с оркестром в Катандзаро, исполнив фортепианный концерт Даниэля Штейбельта. В 1839 г. по представлению провинциальных властей получил стипендию короля Фердинанда II для обучения в неаполитанской Консерватории Сан-Пьетро-а-Майелла, где его наставником стал пианист Франческо Ланца. Затем он изучал контрапункт под руководством Карло Конти, а впоследствии — композицию у Саверио Меркаданте, который оказал на него решающее влияние. Благодаря Меркаданте театр, который теперь носит его имя, в 1850 г. заказал Серрао его первую оперу (итал. L'impostore). Постановка этой оперы, однако, была запрещена полицией, считавшей молодого композитора участником антиправительственных волнений 1848 года. Такая же участь постигла и вторую оперу Серрао, и только третья, «Перголези», на либретто Федерико Кверча из жизни композитора Джованни Баттиста Перголези, благополучно увидела свет в 1857 году. Наибольший успех ждал следующую сценическую работу Серрао, оперу «Герцогиня Гиз» (итал. La Duchessa di Guisa; 1865), на либретто Франческо Марии Пьяве, поставленную в 1868 г. в театре Сан-Карло. В 1873—1878 гг. Серрао был директором этого театра. Помимо опер он написал также Траурную симфонию и Реквием памяти своего учителя Меркаданте, ряд камерных сочинений, духовную музыку.
С 1860 г. преподавал гармонию в Консерватории Сан-Пьетро-а-Майелла, в 1863 г. перешёл на кафедру контрапункта и композиции, в 1878—1887 гг. был директором консерватории. Педагогическая карьера Серрао была продолжительной и успешной, к числу его учеников принадлежат Умберто Джордано, Франческо Чилеа, Джузеппе Мартуччи, Руджеро Леонкавалло, Алессандро Лонго, Аттилио Бруньоли, Витторио Монти, Франко Альфано и другие ведущие итальянские музыканты.
Кавалер Ордена Короны Италии.